# Мерзляков, Алексей Фёдорович

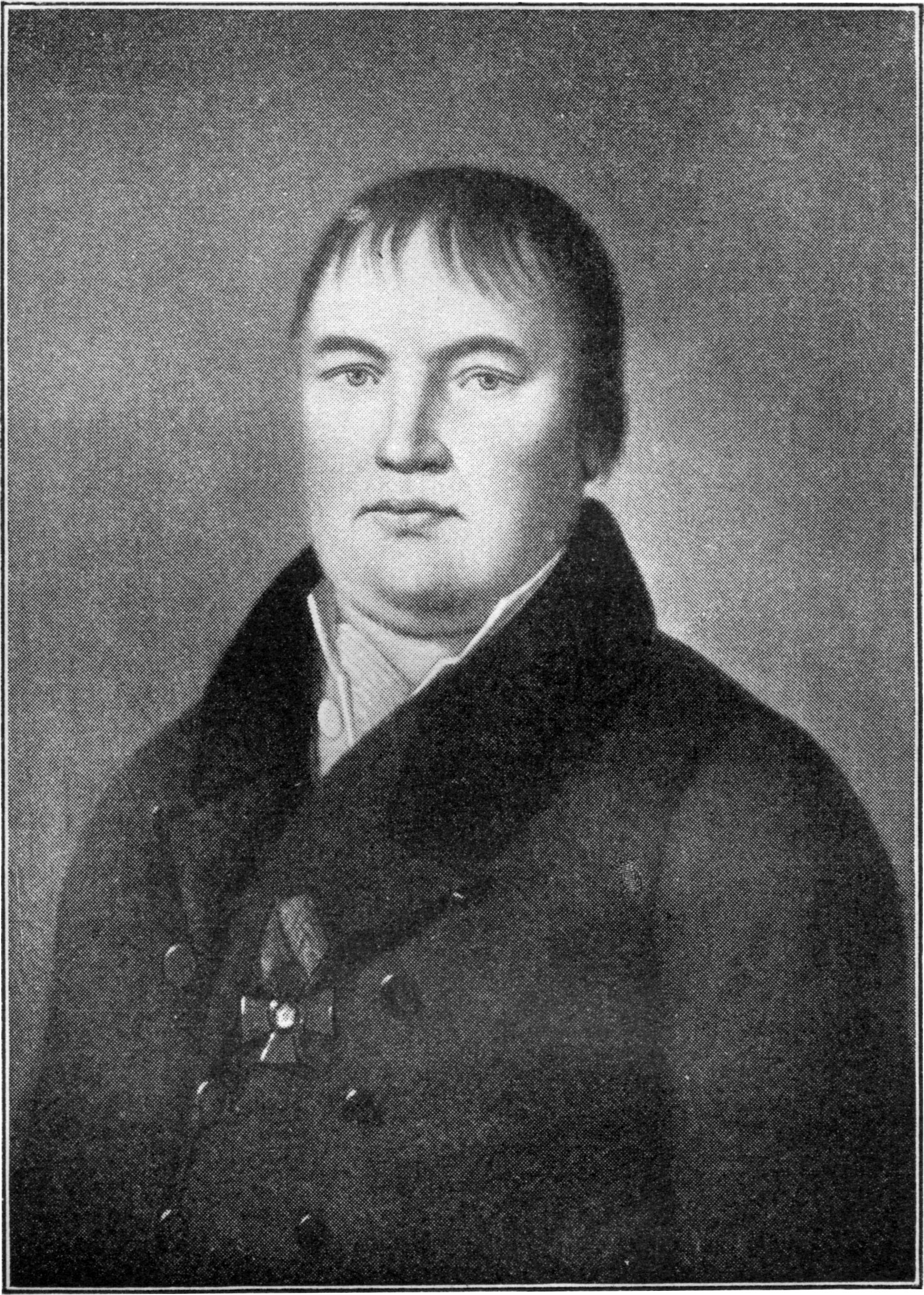
Алексей Мерзляков

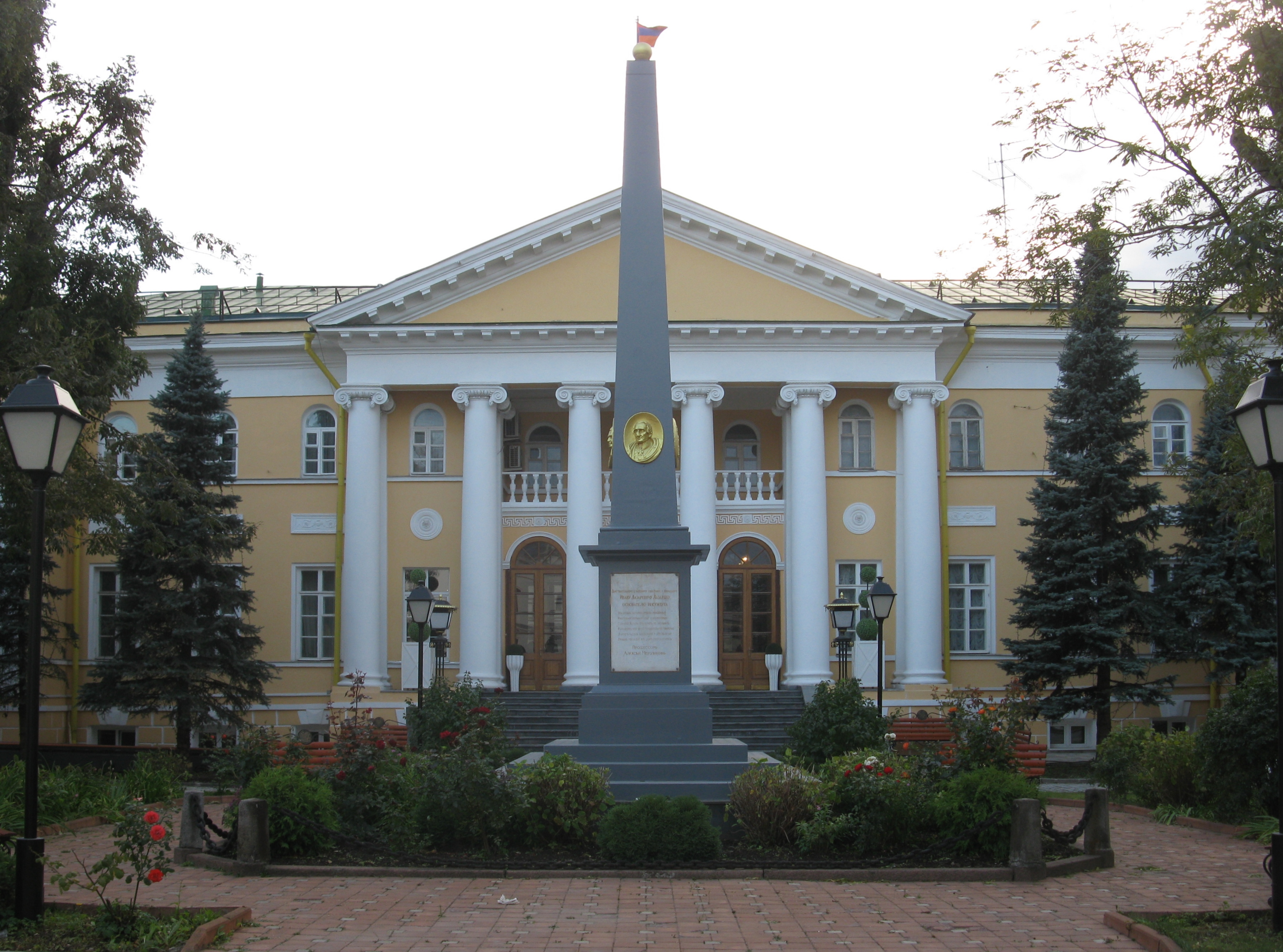
Стихотворение Мерзлякова на Памятнике Лазаревым у Лазаревского института восточных языков

Алексе́й Фёдорович Мерзляко́в (17 [28] марта 1778, Николаевское, Оренбургская губерния — 26 июля [7 августа] 1830, Москва) — русский поэт, литературный критик, переводчик, доктор философии, ординарный профессор и декан отделения словесных наук Московского университета.

## Биография
Родился в семье экономических крестьян в селе Николаевском Исетской провинции Оренбургской губернии. Алексея крестили в Николаевской церкви. Отец, Фёдор Алексеевич Мерзляков (?—1828), научил сына читать и писать. Желание учиться и способности в мальчике первым заметил его дядя Алексей Алексеевич Мерзляков, служивший правителем канцелярии при генерал-губернаторе Пермской и Тобольской губерний А. А. Волкове. Он уговорил отпустить восьмилетнего мальчика в Пермь, где в четырнадцать лет тот поступил на обучение в народное училище.
Спустя год Мерзляков принёс директору училища Панаеву стихотворение «Ода на заключение мира со шведами», которое он представил генерал-губернатору А. А. Волкову, тот — главному начальнику народных училищ Петру Васильевичу Завадовскому, который, в свою очередь, поднёс её императрице Екатерине II. Она приказала напечатать оду в издаваемом при Академии наук журнале и повелела, чтобы Мерзляков по окончании курса наук в училище был отправлен для продолжения образования в Санкт-Петербург или Москву.
В 1793 году Мерзляков прибыл в Москву и был препоручен куратору Московского университета Михаилу Матвеевичу Хераскову. Зачисленный 20 (31) декабря 1793 года в университетскую гимназию на казённый счёт, он неоднократно получал награды и в списке учеников, переведённых студентами в Московский университет в 1798 году, значился первым. В том же 1798 году из студентов он был переименован в бакалавры, а в 1799 году окончил университет, будучи отмечен золотой медалью. Во время обучения в гимназии в издании Василия Подшивалова «Приятное и полезное препровождение времени» были напечатаны его первые опыты стихотворства: в 1796 году в № 10 и 12, в 1797. в № 13, 14 и 1798 году в № 17, 18.
Вскоре он сблизился с Василием Жуковским и принимал участие в литературном собрании, которое было основано тем при Московском университетском благородном пансионе. По выходе Жуковского из пансиона учреждено было новое «Дружеское литературное общество», правила которого были подписаны основателями 12 (24) декабря 1801 года. Эти дружеские общества соединяли юношество университета и пансиона.
В 1804 году Мерзляков, переименованный из бакалавров в кандидаты, а с 10 (22) февраля 1804 года — в магистры словесных наук, занял (и занимал до смерти) кафедру российского красноречия и поэзии словесного отделения Московского университета; в 1805 году получил степень доктора философии и звание адъюнкта; 23 января (4 февраля)  1807 года избран экстраординарным профессором; 30 октября (11 ноября)  1810 года утверждён ординарным профессором. В 1817—1818 учебном году стал первый раз деканом словесного отделения; затем постоянно был деканом с 1821 по 1828 год.
Был действительным и самым деятельным членом Общества любителей российской словесности при Московском университете от основания его и временным его председателем. Не проходило ни одного собрания, в котором он не читал бы своих стихов или прозы; кроме того, он был также действительным членом Общества истории и древностей российских, Казанского и Ярославского обществ любителей российской словесности. Виленский университет избрал его в свои почётные члены. В 1818, 1820—1826 годах профессор Мерзляков служил цензором в Московском цензурном комитете. Консультировал братьев Якова и Давида Арзановых во время работы над книгой «Опыт написания истории Армянского царства».
В 1812 году Мерзляков открыл публичный курс словесности. Беседы его, прерванные нашествием Наполеона, возобновились в 1816 году. Особенной их целью было принести пользу тем молодым людям, которые по любви к словесности хотели бы познакомиться с нею, но которым служебные обязанности или другие занятия не позволяли посещать университет. В первый курс (10 бесед) Мерзляков рассмотрел общие правила красноречия и поэзии и особенные правила разных родов сочинений; во второй (24 беседы) представил разборы известных русских поэтов, преимущественно ломоносовского периода. Чтения имели большой успех.
В бытность профессором Московского университета читал курсы лекций по эстетике в духе классицизма. Среди вольнослушателей Словесного отделения Московского университета был Ф. И. Тютчев. Преподавал также в Московском университетском благородном пансионе при Московском университете, где в 1828—1830 годах учился Михаил Юрьевич Лермонтов, которому Мерзляков давал также и частные уроки на дому. По мнению П. А. Висковатова, Мерзляков оказал очень сильное влияние на мировоззрение М. Ю. Лермонтова.
В 1822 году Мерзляков написал стихотворные посвящения для памятника Лазаревым в Москве.
Мерзляков тяжело болел. 26 июня (8 июля)  1830 года на празднестве 75-летнего юбилея Московского университета он, уже будучибольным, читал своё стихотворение «Юбилей».
Скончался 26 июля (7 августа) 1830 года во время эпидемии холеры на своей даче в Сокольниках. 29 июля (10 августа)  1830 года тело его предано было земле на Ваганьковском кладбище (2-й участок). Ученики несли гроб на руках от Сокольников до Ваганькова и соорудили на могиле его памятник.

### Семья
Предком Мерзляковых в Далматово был монастырский служитель Василий Михайлов сын Мерзляков (род. около 1687), родом из Вологодского уезда, упомянутый в переписной книге дьяка Ивана Баутина 1709 года. У него были сыновья Кузьма (род. около 1723), Алексей (род. около 1727) и Андрей (род. около 1734). Кузьма Мерзляков — активный участник крестьянского бунта «Дубинщина» в 1763 году. Алексей Мерзляков — участник обороны Далматовского монастыря от пугачёвцев, впоследствии был письмоводителем при допросах бунтовщиков в присутствии обер-аудитора Михаила Федорова. У подьячего Алексея Мерзлякова два сына: Алексей Алексеевич, впоследствии правитель канцелярии при генерал-губернаторе, и Фёдор Алексеевич (?—1828) — с 1791 года купец 3-й гильдии. В ревизской сказке 1782 года у Фёдора указана жена Ирина Никоновна (?—1828), дочь крестьянина Никона Вяткина из города Далматова. Федор Алексеевич  имел почётное звание тысяцкого, участвовал в церковных обысках (нет ли родства, свойства и кумовства между вступающими в брак).
Брат Григорий Фёдорович Мерзляков, в 1818 году убыл в Пермь.
В 1815 году Мерзляков женился на Любови Васильевне Смирновой. В супружестве прожил 15 лет, в браке родилось четверо детей (Семён, Александр, София, Любовь).

## Литературная деятельность
Мерзляков написал много стихотворений; перевёл с итальянского стихами поэму «Освобождённый Иерусалим» Тассо, переводил также произведения древних поэтов, греческих и римских: Пиндара, Феокрита, Софокла, Еврипида, Вергилия, Горация, Гомера и проч. В 1815 издавал журнал «Амфион», в котором участвовали В. А. Жуковский, К. Н. Батюшков, князь П. А. Вяземский, Денис Давыдов, князь И. М. Долгоруков и др. Романсы Мерзлякова и в особенности песни его (в основном созданные в 1805—1810 годах), в которых он подражал народным песням, пользовались большим распространением в публике.
Занимался литературной критикой, опубликовал статью «Державин» в «Трудах Общества любителей российской словесности при Императорском Московском университете» (ч. XVIII, 1820). На уроках в Благородном пансионе при Московском университете критиковал творчество А. С. Пушкина.

### Песни
- Среди долины ровныя…
- Я не думала ни о чём в свете тужить…
- Не липочка кудрявая…
- Вылетала бедна пташка на долину…
- Ах, что ж ты, голубчик…
- Чернобровый, черноглазый…
- Чувства в разлуке (Что не девица во тереме своем…)
- Сельская элегия (Что мне делать в тяжкой участи своей?)
- Ах, девица-красавица…
- Ожидание (Тошно девице ждать мила друга…)
- Соловушко (Для чего летишь, соловушко, к садам?)
- Под березой, где прозрачный ключ шумит…
- Мой безмолвный друг, опять к тебе иду…
- Малютка, шлем нося, просил (музыка А. Д. Жилина)

## Награды
- Императорский орден Святого Равноапостольного Князя Владимира IV степени, 1817 год.

## Память
Премия им. Алексея Мерзлякова в области художественной литературы присваивается в Перми с 2001 года.